# Władysław Tadeusz Wisłocki
Władysław Tadeusz Wisłocki (ur. 27 lipca 1887 w Łące, zm. 11 lipca 1941 prawdopodobnie we Lwowie) – polski slawista, bibliotekarz, bibliograf, kustosz i dyrektor Zakładu Narodowego im. Ossolińskich.

## Życiorys
Syn Jana Wisłockiego h. Sas i Zofii z Jaworskich (zm. 1911), bratanek Władysława Ignacego Wisłockiego – historyka literatury i kustosza Biblioteki Jagiellońskiej i profesora Uniwersytetu Jagiellońskiego. W 1906 zdał egzamin dojrzałości w C. K. Gimnazjum w Brzeżanach (w jego klasie był m.in. Stanisław Schaetzel). Studiował na Wydziale Filozoficznym Uniwersytetu Lwowskiego. Podczas nauki w 1907 rozpoczął pracę (jako stypendysta) w Zakładzie Narodowym im. Ossolińskich, w 1910 ukończył studia. Zdobytą wiedzę uzupełniał wyjeżdżając do Pragi, gdzie prowadził prace badawcze. Od 1921 przez siedem lat redagował Przewodnik Bibliograficzny. W 1924 ożenił się z Zofią Czaykowską. W 1925 został kustoszem Zakładu Narodowego im. Ossolińskich, a w czasie II wojny światowej pełnił przejściowo funkcję dyrektora tej instytucji. W 1928 został redaktorem Ruchu Słowiańskiego, rok później wybrano go na przewodniczącego lwowskiego oddziału Związku Bibliotekarzy Polskich, organizował liczne wystawy i wydarzenia dotyczące księgarstwa i bibliofilstwa.
Podczas II wojny światowej, po zajęciu Lwowa przez Niemców, został aresztowany 11 lipca 1941 i prawdopodobnie rozstrzelany. Nie wiadomo, gdzie, kiedy i w jakich okolicznościach zginął, wg niektórych źródeł został zamordowany przez ukraińskich nacjonalistów.

## Członkostwo
- Komitet Literatury Polskiej Akademii Umiejętności;
- Komisja bibliograficzna Towarzystwa Naukowego Warszawskiego;
- Związek Bibliotekarzy Czechosłowackich – członek honorowy.

## Ordery i odznaczenia
- Srebrny Krzyż Zasługi (24 maja 1928)[5]
- Srebrny Wawrzyn Akademicki (5 listopada 1935)[6]
- Oficer Orderu Lwa Białego (Czechosłowacja)